# Кикути (река)
Кикути (яп. 菊池川 кикутигава) — река в Японии на острове Кюсю. Протекает по территории префектуры Кумамото.
Исток реки находится под горой Фукаба (深葉山, высотой 1041 м), на территории города Асо. Кикути протекает через горы, где в неё впадают реки Хадзама, Коси и Ивано, потом по впадине Кикуроку и равнине Тамана, где в неё вливаются притоки Коноха и Ханеги. Река впадает в залив Ариаке Восточно-Китайского моря.
Длина реки составляет 71 км, на территории её бассейна (996 км²) проживает около 210000 человек. Согласно японской классификации, Кикути является рекой первого класса.
Около 70 % бассейна реки занимает природная растительность, около 26 % — сельскохозяйственные земли, около 4 % застроено.
Уклон реки в верховьях составляет около 1/100-1/500, в среднем течении — 1/500-1/2000, в низовьях — 1/3000. Осадки в районе реки составляют около 2200 мм в год.
В XX веке крупнейшие наводнения происходили в 1953, 1962, 1980, 1982, 1989 и 1990 годах. Во время наводнения 1953 года погибло 7 человек, было затоплено 15335 домов.